# Jack Klugman
Jacob Joachim (Jack) Klugman (Philadelphia, 27 april 1922 – Woodland Hills (Californië), 24 december 2012) was een Amerikaans acteur.
Klugman begon met zijn carrière nadat hij gediend had voor Amerika in de Tweede Wereldoorlog. Als toneelspeler in New York eind jaren veertig deelde hij zijn appartement met Charles Bronson (toen nog als Charles Dennis Buchinsky).
Klugman werd bekend als Oscar Madison in de serie The Odd Couple. Daarin speelde hij samen met Tony Randall, die altijd zijn vriend bleef.
Daarna speelde hij met veel succes van 1976 tot 1983 Dr. R. Quincy in de televisieserie Quincy. Verder speelde hij onder andere in Crossing Jordan, de western Grubstake, The Outer Limits, Third Watch, Diagnosis Murder, Days of Wine and Roses, I Could Go On Singing met Judy Garland, Around the World in 80 Days, Love Boat en The Twilight Zone.
Sinds het overlijden van Jack Warden in 2006 was Klugman de laatst nog levende acteur van 12 Angry Men. Eigenlijk zou hij in maart 2012 nogmaals de rol van toen op zich nemen voor een theaterstuk, maar hij kon dat door zijn gezondheid en hoge leeftijd niet aan.
Net als Oscar Madison in The Odd Couple was Klugman in het echte leven een liefhebber van paardenrennen. Een van zijn paarden, Jaklin Klugman, was zeer succesvol.
In 1984 werd bij hem keelkanker geconstateerd en in 1989 werd hij aan zijn stembanden geopereerd en werd een deel van zijn keel weggehaald. Hij moest opnieuw leren praten.
Klugman was getrouwd met actrice Brett Somers (van 1953 tot haar dood in 2007, maar ze leefden vanaf 1974 wel gescheiden) en Peggy Compton (van 2008 – hij was toen 85 jaar – tot zijn dood in 2012).
In 2005 kwam er een boek uit over zijn jarenlange vriendschap met Tony Randall: Tony And Me: A Story of Friendship.
Hij was in januari 2009 voor het laatst op televisie te zien samen met Peggy Crosby in het jubileumprogramma ter gelegenheid van 25 jaar RTL. In 2010 speelde hij nog mee als opa in de film Camera Obscura.
Jack Klugman overleed op kerstavond 2012 op 90-jarige leeftijd.